# خانقاه (جلیل‌آباد)
خانقاه (به ترکی آذربایجانی: Xanəgah) یک منطقه مسکونی در جمهوری آذربایجان است که در شهرستان جلیل‌آباد واقع شده‌است. خانقاه ۱۳۷۲ نفر جمعیت دارد.